# Écausseville
Écausseville é uma comuna francesa na região administrativa da Normandia, no departamento Mancha. Estende-se por uma área de 5,24 km². Em 2010 a comuna tinha 104 habitantes (densidade: 19,8 hab./km²).